# Gollaleh Ahmadi

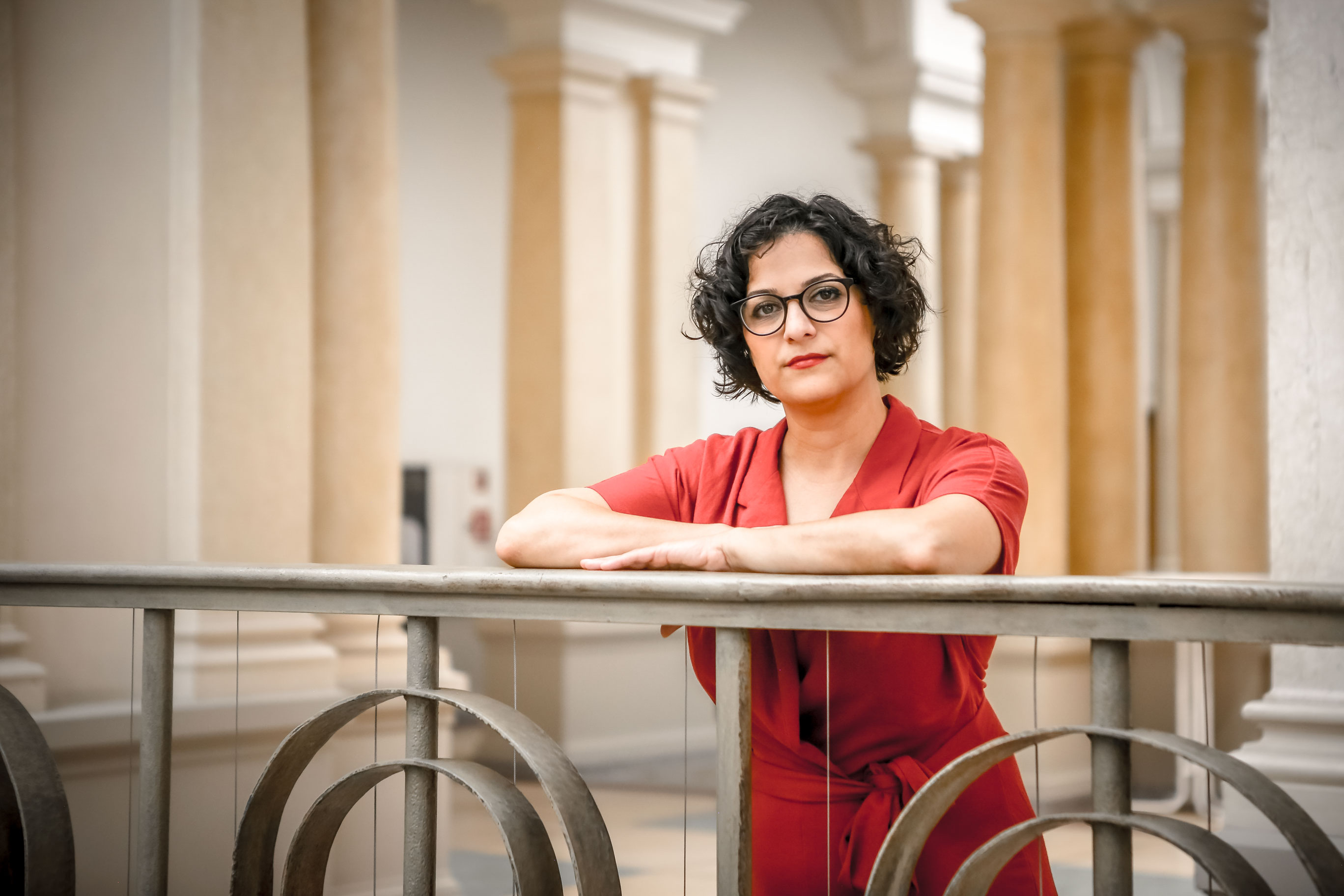
Gollaleh Ahmadi (2021)

Gollaleh Ahmadi (geboren 1982 in Teheran) ist eine deutsch-iranische Politikerin (Bündnis 90/Die Grünen). Seit 2021 ist sie Abgeordnete im Abgeordnetenhaus von Berlin.

## Leben

### Jugend und Ausbildung
Gollaleh Ahmadi wurde 1982 in Teheran geboren, ihre Mutter arbeitete als Journalistin, ihr Vater als Automechaniker und Gewerkschaftsfunktionär. Ihre Eltern erlebten regelmäßig politische Verfolgung und wurden zeitweise inhaftiert bzw. mussten im Untergrund leben. 1996 floh die Familie nach Deutschland, wo sie zunächst dreieinhalb Jahre in einer Flüchtlingsunterkunft leben musste, bevor sie sich in Fürstenwalde (Spree) niederließ. Ahmadi absolvierte ihre Schulausbildung und bestand 2004 das Abitur in Fürstenwalde. Anschließend studierte sie Geschichte und Kultur des Vorderen Orients sowie Politikwissenschaften in Magdeburg, Frankfurt/Oder und Berlin.
Zwischen 2017 und 2019 war Ahmadi in Abgeordnetenbüros des Deutschen Bundestages und des Abgeordnetenhauses von Berlin als wissenschaftliche Mitarbeiterin tätig. Im gleichen Zeitraum war sie Sprachmittlerin der Senatsverwaltung für Justiz des Landes Berlin. Seit 2019 leitete sie das Büro eines Abgeordneten des Abgeordnetenhauses von Berlin.

### Politik
Ahmadi trat 2013 der Partei Bündnis 90/Die Grünen bei und begann sich in der Berliner Lokalpolitik zu engagieren. Bei der Abgeordnetenhauswahl 2016 kandidierte sie im Wahlkreis Spandau 2, konnte sich jedoch nicht durchsetzen; für die Landesliste war sie nicht nominiert worden. Bei der parallelen Bezirkswahl wurde sie in die Bezirksverordnetenversammlung des Bezirks Spandau gewählt, wo sie auch den Vorsitz der grünen Fraktion innehatte. In ihrem Engagement als Lokalpolitikerin beklagte Ahmadi Anfeindungen und Hass ihr gegenüber.
Darüber hinaus ist Ahmadi unter anderem seit 2019 Delegierte des grünen Bundesfrauenrats, war 2017 bis 2018 Mitglied der Landessteuerungsgruppe Bildung und war 2019 Mitglied im Sprecherteam der Landesarbeitsgemeinschaft „Frauen* und Gender“. Ahmadi ist Mitglied der überparteilichen Europa-Union Berlin (EUB), die sich für ein föderales Europa und den europäischen Einigungsprozess einsetzt.
2021 nominierte der Kreisverband Spandau der Grünen anlässlich der Abgeordnetenhauswahl 2021 Ahmadi für ein Direktmandat im Wahlkreis Spandau 3, der Landesverband nominierte sie für den Platz 9 der Landesliste. Bei der Wahl konnte sich Ahmadi mit 13,5 Prozent nicht gegen die Kandidaten der SPD und CDU durchsetzen, zog jedoch über ihren Listenplatz ins Abgeordnetenhaus ein. Bei der Wiederholungswahl 2023 konnte sie ihren Sitz im Abgeordnetenhaus verteidigen. Bei der Bundestagswahl 2025 kandidierte sie im Bundestagswahlkreis Berlin-Spandau – Charlottenburg Nord sowie auf Platz 7 der Landesliste, verpasste den Einzug in den Bundestag aber.
Ahmadi warnte ihre Partei vor einer Zusammenarbeit mit den iranischen Volksmudschahedin und nahestehenden Organisationen.